# Trojan (videogioco)
Trojan (闘いの挽歌?, Tatakai no Banka) è un videogioco arcade di tipo hack 'n slash sviluppato nel 1986 dalla Capcom e pubblicato dalla stessa casa giapponese in tutto il mondo tranne in Nordamerica, dove venne distribuito dalla Romstar.
Il gioco anticipa diversi capolavori del genere come Rastan Saga e Golden Axe e presenta una tematica post apocalittica in contrasto con i canoni dell'Hack 'n slash che al tempo era maggiormente sfruttato per titoli con un'ambientazione fantasy, medievale o sengoku.
L'ideatore Takashi Nishiyama, che nella sua vita ha lavorato anche per la SNK e come presidente della Dimps, è l'artefice di storici titoli picchiaduro come Street Fighter e le serie Fatal Fury, Art of Fighting e The King of Fighters fino a The King of Fighters '99.
Il titolo originale Tatakai no Banka può essere tradotto come "Requiem per battaglia".

## Trama
Al termine di un conflitto nucleare le anime dei grandi signori della guerra achei, guidati dal supremo Achille, tornano sulla terra per sottomettere il mondo.
Il protagonista che combatterà per la resistenza e la liberazione è un troiano, un giovane e valoroso guerriero addestrato nella lotta sia con armi bianche che nelle arti marziali.

## Modalità di gioco
In Trojan il giocatore controlla un guerriero che inizia il gioco armato con spada e scudo, ma durante il gioco può perdere il suo armamento e trovarsi costretto a lottare a mani nude.
Il videogioco è a scorrimento orizzontale, di conseguenza con il controllo direzionale è possibile spostarsi nelle due direzioni, accovacciarsi oppure saltare in tre direzioni; con il primo pulsante si può utilizzare la spada per attaccare oppure sferrare pugni, con il secondo pulsante è possibile utilizzare lo scudo per difendersi dai colpi degli avversari (posizionabile anche verso l'alto con differenti angolazioni) oppure, in mancanza di esso, attaccare con calci.
In alcuni punti del percorso sono presenti delle scritte "JUMP" sul terreno, generalmente nei pressi di alti costruzioni o di colline, dietro le quali si nasconde un nemico: saltando in quei punti si effettua un grande balzo che permette al giocatore di colpire il nemico in questione.
Il gioco è diviso in sei livelli e per ognuno di essi sono presenti sia un boss di metà livello che un boss di fine livello; per vedere il finale del gioco bisogna completare i livelli per due volte.
Il giocatore ha a disposizione tre vite e per ciascuna di essa otto punti di energia. Al termine di ogni livello i punti di energia verranno ripristinati; durante lo svolgimento del gioco è anche possibile recuperare punti di energia raccogliendo i bonus che compaiono sotto forma di cuori alati. Si perde una vita se il protagonista rimane senza energia vitale, oppure se scade il tempo a disposizione per il completamento di un livello.

### Nemici

#### Comuni
- Smasher

Elemento base delle truppe di Achille, è un guerriero armato con una mazza chiodata che porta attacchi sia in piedi che da accovacciato.
- Slasher

Guerriero con elmo in testa, tende ad attaccare il protagonista da lontano in quanto utilizza solamente armi da lancio: egli alterna pugnali a sfere esplosive che se parate con lo scudo fanno perdere l'armamento al giocatore, che sarà quindi costretto a lottare a mani nude fino a che non ritrova le armi in altri punti dello schermo.
- Manhole Archer

Un arciere armato con una balestra che fa uso dei pozzetti presenti sul suolo per nascondersi.
- Dynamite Thrower

Nemico che si affaccia da finestre di alti edifici per gettare candelotti di dinamite.
- Red Archer

Arciere con armatura rossa e balestra, funge da cecchino e si nasconde sulle alture.
- Skyrogyros

Soldati in armatura con un back pack munito di elica da elicottero che permette loro di volare; attaccano lasciando cadere a terra delle bombe. Il nome apparentemente sembra greco ma scritto in questo modo non ha significato; reinterpretandolo nei limiti fonetici dei kanji giapponesi potrebbe intendere skiuros gyros (scoiattolo rotante) o skylos gyros (cane rotante), inoltre Skyros è il nome greco dell'isola di Sciro, isola dove secondo la mitologia greca morì Teseo e nacque Neottolemo, figlio di Achille.
In alcuni livelli sono presenti altri piccoli nemici od ostacoli come ragni e sfere esplosive che rotolano a terra.
Nella versione per NES ci sono ulteriori tipologie di nemici quali pipistrelli, piranha e alcune creature marine in grado di sputare fuoco.

#### Boss
- Mamushi

Soldati a petto nudo armati di accette, si presentano sempre come una coppia di gemelli disposti uno per lato dello schermo ed attaccano da fermi lanciando accette sia ad altezza busto che ad altezza gambe.
Prendono il nome dall'omonima vipera asiatica.
- Iron Arm

Grosso lottatore che, come suggerisce il nome, ha una protesi metallica al posto di un braccio; questa protesi è estendibile e quindi Iron Arm può colpire a distanza.
- Armadillon

Guerriero rasato a zero che veste un'armatura ispirata alla corazza degli armadilli, dai quali il nemico prende anche il nome.
Attacca rotolando per lo schermo oppure sputando proiettili di fuoco.
- Goblin

Umano dall'aspetto mostruoso simile a quello dei goblin dai quali prende il nome, è un nemico molto agile che sa sfruttare al meglio le piattaforme presenti nello schermo ed attacca lanciando piccole sfere chiodate.
- Muscular

Grosso e forte energumeno in armatura, è armato con una stella del mattino e ogni suo colpo toglie due punti di energia al giocatore; inoltre se si para un suo colpo con lo scudo il giocatore perde comunque un punto di energia.
- Trojan

Un troiano come il protagonista, ma in questo caso si tratta di un guerriero rinnegato che si è schierato con Achille.
Veste un'armatura rossa e nell'armamento e nelle tecniche di combattimento è del tutto identico al personaggio manovrato dal giocatore.
- Achille

Il boss finale è un abilissimo guerriero armato di spada con una tecnica di combattimento simile a quella dei troiani, ma fisicamente è molto più grosso e forte.
Nella versione per NES è presente un ulteriore boss, tal King Shriek, che si manifesta come una coppia di statue animate armate di mazzafrusto.

### Livelli
- Livello 1: la città-fantasma

Il primo livello è ambientato nelle strade di una città distrutta. Il giocatore se la vedrà fin dall'inizio con Smasher, Manhole Archer, Dynamite Thrower e Slasher. Il boss di metà livello è una coppia di Mamushi, mentre il boss di fine livello è Iron Arm.
- Livello 2: lo scosceso dirupo

Nel secondo livello il protagonista dovrà combattere in uno scenario caratterizzato da montagne spoglie di vegetazione. Qui si affronteranno nemici quali Smasher, Red Archer, Slasher e Skyrogyros. A metà livello in una grotta si affronta Armadillon, mentre alla fine del livello si combatte contro Goblin che può sfruttare una torre come piattaforma.
- Livello 3: il primo luogo nascosto

Il terzo livello è un edificio di sedici piani e il combattimento si svolge per intero su una grande piattaforma che funziona da ascensore; il giocatore inizia dall'ultimo piano e progressivamente scende. Ogni piano presenta una differente combinazione di tipologie di nemici da affrontare tra Smasher, Slasher, ragni e bombe esplosive. All'ottavo piano si affronta il boss Muscular, al piano più basso il boss di fine livello, che è Trojan.
- Livello 4: il secondo luogo nascosto

Il quarto livello si svolge all'interno di un edificio diroccato, dove l'accesso ad alcuni percorsi è bloccato da porte che si possono aprire andando in contatto con alcune insegne che recano la scritta "OPEN". In questo livello oltre che ai comuni Skyrogyros, Smasher, Slasher e Manhole Archer; sono inoltre presenti alcune mine sul terreno, da evitare. Come boss di metà livello si affronta un Iron Arm con una miglior reattività rispetto al boss del primo livello; più avanti sono presenti una coppia di Mamushi e Armadillon, ma come nemici comuni; il giocatore può lasciarsi alle spalle Armadillon. Il boss finale è Goblin.
- Livello 5: il terzo luogo nascosto

Il quinto livello per struttura è identico al terzo, con un edificio di sedici piani munito di ascensore: differisce solo per l'estetica delle pareti. I nemici da affrontare sono i medesimi di quelli presenti nel terzo livello, ma in aggiunta si affrontano alcuni Mamushi come nemici comuni. Il boss di metà livello è una coppia di Muscular, mentre il boss di fine livello è una coppia di Iron Arm.
- Livello 6: la dimora di Achille

Il livello finale è un palazzo in pietra con tanto di balconi, torri e canali dove scorre acqua; sullo sfondo si possono notare gigantografie su pietra con volti di guerrieri. I nemici presenti sono Smasher, Slasher, Skyrogyros, Manhole Archer e Dynamite Thrower, oltre che un Muscular ad inizio livello, che può anche non essere affrontato. Il boss di metà livello è Trojan, qui supportato da un'orda di Smasher e Slasher; il boss finale è Achille, che va affrontato dinanzi al suo trono.

## Colonna sonora
Il 25 agosto 1986 la Alfa Records pubblicò un'edizione limitata della colonna sonora del gioco in Capcom Game Music.